# 新里里
新里里，前身「新里村」，位於臺灣臺中市大里區中央偏西北，為大里區公所所在地。

## 里名由來
因為大里村新劃設的行政村，故名「新里」。

## 地理
新里里面積1.218平方公里，劃分為37鄰，4,494戶，總人口12,491人（台中縣大里市戶政事務所民國109年1月底戶口統計）。本里東以國光路與國光里為界，西為烏日區，北臨永隆里和樹王里，南臨大元里。

## 行政區劃沿革
新里里於清代時隸屬藍興堡大里杙街；明治35年（1902年）時，改隸臺中廳大里區大里杙街，至大正9年（1920年）則隨行政區調整，隸屬大屯郡大里庄大里大字。二次大戰結束後，國民政府接收臺灣，原先大里大字範圍被劃歸為大里村與新里村，隸屬臺中縣大里鄉；民國82年（1993年）大里鄉升格為縣轄市大里市，隨之改制為新里里。民國91年（2002年），行政區再次調整，本里劃出東側歸國光里管轄，範圍就此底定至今。

### 書籍
- 《臺灣地名辭書》卷十二《臺中縣》第二冊，第9-10頁

## 外部連結
- 臺中市大里區公所 沿革